# Thesium pinifolium
Thesium pinifolium är en sandelträdsväxtart som beskrevs av A. Dc.. Thesium pinifolium ingår i släktet spindelörter, och familjen sandelträdsväxter. Inga underarter finns listade i Catalogue of Life.